# Gifted - Il dono del talento
Gifted - Il dono del talento (Gifted) è un film del 2017 diretto da Marc Webb.
Ha come protagonisti Chris Evans, Mckenna Grace, Lindsay Duncan, Jenny Slate ed Octavia Spencer. La trama segue la vita di una bambina di 7 anni dotata di una notevole capacità intellettuale, che diventa oggetto di una battaglia legale per la sua custodia tra suo zio e sua nonna.

## Trama
A Saint Petersburg, in Florida, nel suo primo giorno di scuola, Mary Adler, una bambina di sette anni, impressiona la sua insegnante Bonnie Stevenson con le sue straordinarie capacità di calcolo matematico. A Mary viene offerta una borsa di studio per una scuola privata per bambini prodigio; ma Frank, lo zio di Mary, nonché suo tutore, non accetta quest'idea, perché le esperienze della sua famiglia con scuole simili lo portano a temere che Mary, se si iscrivesse a tale istituto, non potrebbe vivere un'infanzia normale. Si scopre poi che la madre di Mary, Diane, nonché sorella di Frank, è stata una grande matematica, che si era dedicata a tentare di risolvere le equazioni di Navier-Stokes (uno dei problemi per il millennio non risolti), senza riuscirci, e si era tolta la vita quando Mary aveva sei mesi. Da allora Mary ha sempre vissuto con lo zio.
Evelyn, la madre di Frank e Diane e nonna materna di Mary, cerca di ottenere la custodia della nipote e di portarla nel Massachusetts, in quanto ritiene che essa abbia ereditato la grande abilità della madre e debba quindi avere la migliore istruzione possibile e dedicare la sua vita alla matematica. Dopo diverse udienze in tribunale, che non riescono a risolvere la questione, Frank, consapevole che probabilmente il giudice deciderà a favore di Evelyn in quanto la donna ha una disponibilità economica elevata, si trova costretto ad accettare un compromesso mediato dal suo avvocato Greg Cullen, che prevede che Mary sia affidata ad una famiglia e frequenti una scuola privata. La famiglia che adotta la bambina vive a soli 25 minuti di auto dalla casa di Frank, il quale ha diritto a visite programmate. Mary potrà tenere con sé il suo gatto Fred, a cui è molto affezionata, e quando avrà dodici anni potrà decidere di sua volontà dove e con chi andare a vivere. Mary però rimane comunque devastata dalla scelta di Frank, da cui ritiene di essere stata tradita in quanto le aveva detto che non si sarebbero mai separati, e quando lui va a trovarla rifiuta di vederlo.
A questo punto Bonnie scopre che Fred è stato allontanato dalla famiglia affidataria della bambina ed avverte Frank (col quale, nel frattempo, ha iniziato una relazione), ed egli si reca al gattile e salva l'animale, che stava per essere soppresso, e gli viene detto che Fred è stato portato lì da qualcuno che ha dichiarato di averlo fatto per problemi di allergia; in questo modo si rende conto che Evelyn, che effettivamente è molto allergica ai gatti, si è stabilita presso la casa dei genitori affidatari di Mary e sta controllando l'educazione della nipotina, violando quindi il compromesso stabilito. Frank affronta quindi nuovamente la madre e le rivela che in realtà Diane aveva risolto il problema di Navier-Stokes, ma gli aveva chiesto di fare in modo che la soluzione venisse mantenuta segreta fino alla morte di Evelyn. Sapendo che il grande sogno di Evelyn è proprio vedere il problema di Navier-Stokes risolto per mano di Diane, Frank le propone di pubblicare il lavoro di Diane insieme ad un professore del MIT in cambio della custodia di Mary. Evelyn accetta con riluttanza.
Alla fine del film Mary rimane sotto la tutela di Frank e frequenta sia dei corsi universitari di matematica sia le attività della scuola pubblica.

## Distribuzione
Il film è stato distribuito limitatamente nelle sale cinematografiche statunitensi il 7 aprile 2017 e in ampia distribuzione a partire dal 12 aprile; distribuito dalla Fox Searchlight Pictures, ha incassato in totale 40,3 milioni di dollari, di cui 24,8 milioni in patria.